# Mercedes-Benz W221
Mercedes-Benz W221 (eller Mercedes-Benz S-klass) är en personbil, tillverkad av den tyska biltillverkaren Mercedes-Benz mellan 2005 och 2013.
På bilsalongen i Frankfurt i september 2009 presenterade Mercedes-Benz en ansiktslyft version av modellen, med ett reviderat motorprogram. Året därpå introducerades en ny generation bränslesnålare motorer med start/stopp-automatik.
Versioner:
| Modell          | Årsmodell | Motor                      | Cylindervolym | Effekt | Bränslesystem                         |
| --------------- | --------- | -------------------------- | ------------- | ------ | ------------------------------------- |
| S320 CDI        | 2006-10   | OM642: 6-cyl V-motor dohc  | 2987 cm³      | 235 hk | Common rail turbodiesel               |
| S350            | 2006-10   | M272: 6-cyl V-motor dohc   | 3498 cm³      | 272 hk | Bränsleinsprutning                    |
| S420 CDI        | 2006-09   | OM629: 8-cyl V-motor dohc  | 3996 cm³      | 314 hk | Common rail turbodiesel               |
| S450            | 2006-13   | M273: 8-cyl V-motor dohc   | 4663 cm³      | 340 hk | Bränsleinsprutning                    |
| S500            | 2006-10   | M273: 8-cyl V-motor dohc   | 5461 cm³      | 388 hk | Bränsleinsprutning                    |
| S600            | 2006-13   | M275: 12-cyl V-motor ohc   | 5513 cm³      | 517 hk | Bränsleinsprutning, dubbelturbo       |
| S65 AMG         | 2006-13   | M275: 12-cyl V-motor ohc   | 5980 cm³      | 612 hk | Bränsleinsprutning, dubbelturbo       |
| S63 AMG         | 2007-13   | M156: 8-cyl V-motor dohc   | 6208 cm³      | 525 hk | Bränsleinsprutning                    |
| S400 BlueHybrid | 2010-13   | M272: 6-cyl V-motor dohc   | 3498 cm³      | 299 hk | Direktinsprutad bensinmotor + elmotor |
| S450 CDI        | 2010      | OM629: 8-cyl V-motor dohc  | 3996 cm³      | 320 hk | Common rail turbodiesel               |
| S250 CDI        | 2011-13   | OM651: 4-cyl radmotor dohc | 2143 cm³      | 204 hk | Common rail turbodiesel               |
| S350 CDI        | 2011-13   | OM642: 6-cyl V-motor dohc  | 2987 cm³      | 258 hk | Common rail turbodiesel               |
| S350            | 2011-13   | M276: 6-cyl V-motor dohc   | 3499 cm³      | 306 hk | Direktinsprutning                     |
| S500            | 2011-13   | M278: 8-cyl V-motor dohc   | 4663 cm³      | 435 hk | Direktinsprutning, dubbelturbo        |